# 26 липня
26 липня  — 207-й день року (208-й у високосні роки) у григоріанському календарі. До кінця року залишається 158 днів.

## Свята та пам'ятні дні

### Міжнародні
- День дядька та тітки[1][неавторитетне джерело].
- День дідусів і бабусь у деяких католицьких країнах.

### Національні
- Україна: День працівників торгівлі. (святкується в останню неділю липня на підставі нового Указу Президента України від 5 червня 1995 року за номером 427/95).
- Куба: Національне свято Республіки Куба. День національного повстання (1953)
- Мальдіви: Національне свято Мальдівської Республіки. День Незалежності (1965)
- Ліберія: Національне свято Республіки Ліберія. День Незалежності (1847)
- Барбадос: Національний день.

### Професійні
- День парашутиста

### Релігійні

#### Християнство
Католицизм
- День Святих Йоакима та Анни.
- День Святого Ераста.
- День Святого Титуса Брандсма.
- День Святого Джорджа Преки.

Православ'я
- Священномучеників Єрмолая, Єрмипа і Єрмократа, ієреїв Нікомидійських.
- Преподобномучениці Параскеви.
- Преподобного Мойсея Угрина, Києво-Печерського, в Ближніх печерах.
- Святителя Йосифа (Нелюбовича-Тукальського), митрополита Київського, Галицького і всієї Руси.

## Події
- 657 — Перша Фітна (перша ісламська громадянська війна): Сіффінська битва — війська під проводом халіфа Алі ібн Абу Таліба зійшлись у битві з повстанською армією сирійського губернатора Муавійї I.
- 811 — у битві з болгарами (болгарський хан Крум) загинув візантійський імператор Нікіфор I (Νικηφόρος Α' Φωκάς).
- 1309 — Генріх VII визнаний папою Климентом V королем Священної Римської імперії.
- 1572 — Молодинська битва. Армія Московського царства під командуванням князя М. Воротинського (бл. 60 тис.) перемагає татарсько-османське військо (120 тис.) кримського хана Девлет-Герая (I Devlet Geray, Taht Alğan Devlet Geray), яке йшло на Москву.
- 1573 — японський військовик Ода Нобунаґа вигнав із Кіото сьоґуна Асікаґу Йосіакі. Сьоґунат Муроматі ліквідовано.
- 1600 –– місту Горохів (Волинь) було надано Магдебурзьке право.
- 1611 — Шведське військо під керівництвом Якоба Делаґарді (Jakob Pontusson de La Gardie) входить до Новгороду. Новгородські бояри підписують зі шведами Угоду про підтримку кандидатури сина шведського короля на царський престол в Московському царстві та виходу Новгородських земель із підпорядкування Москві.
- 1648 — під Старокостянтиновим відбувся, з невизначеним результатом, бій між козацькими полками на чолі з Максимом Кривоносом та військом князя Яреми Вишневецького.
- 1676 –– у Чигирині, в монастирі Св. Трійці, помер Йосип Нелюбович-Тукальський, православний митрополит Київський, Галицький та всієї Руси з 1663 року.
- 1708 — за наказом гетьмана Івана Мазепи поблизу Білої Церкви страчено полковника Василя Кочубея, за зраду на користь Петра I.
- 1709 — Петро I після перемоги у Полтавській битві прибуває до Києва, де пробув місяць.
- 1714 — флот Московського царства розгромив шведський флот у морській битві біля мису Гангут під час Північної війни 1700—1721 рр. Це була перша перемога регулярного військового флоту Московського царства.
- 1770 — під час російсько-турецької війни корпус генерала М. Репніна бере фортецю Ізмаїл.
- 1866 — у Нікольсбурзі підписано мирну угоду між Австрійською імперією та Королівством Пруссія. Фактичне закінчення Австро-прусської війни (остаточно — 23 серпня).
- 1887 — у Варшаві опублікований перший підручник міжнародної мови есперанто «Международный языкъ»
- 1913 — австрійський уряд скасовує конституцію Богемського королівства.
- 1914 — Австро-Угорщина оголошує загальну мобілізацію та концентрує війська на кордоні з Російською імперією.
- 1919 — в апараті ЦК РКП (б) створено Відділ по роботі з селом (рос. Отдел по работе с деревней).
- 1925 — перший політ першого радянського пасажирського літака «К-1» конструктора Констянтина Калініна.
- 1929 — в СРСР на екрани виходить фільм Олександра Довженка «Арсенал».
- 1941 — у Канаді засновано Українське товариство допомоги Батьківщині (згодом — Товариство об'єднаних українських канадців).
- 1945 — на маріупольському заводі «Азовсталь» відбудовується перша домна.
- 1946 — в УРСР створено Товариство охорони природи.
- 1948 — Велика Британія та США підписують умови реалізації «плана Маршалла» (плану допомоги країнам Європи).
- 1951 — у Новгороді знайдено перші Берестяні грамоти.
- 1957 — СРСР запускає першу міжконтинентальну багатоступеневу балістичну ракету.
- 1971 — стартує американський космічний корабель «Аполлон-15», пілотований астронавтами Д. Скоттом, А. Ворденом і Дж. Ірвіном, який 30 липня здійснює посадку на Місяць.
- 1990 — вступ на посаду міністра внутрішніх справ УРСР Василишина Андрія Володимировича
- 1995 — представники 15 країн Євросоюзу підписали Конвенцію про створення Європолу — організації, покликаної координувати дії поліції країн ЄС у боротьбі зі злочинністю.
- 1998 — компанії Circuit City I Good Guys анонсували новий стандарт цифрового відео — Digital Video Express (DIVX), як альтернативу стандарту Digital Video Disks (DVD).

## Народились
Дивись також Категорія:Народились 26 липня
- 1678 — Йосиф I, імператор Священної Римської імперії, король Римський, король Угорщини († 1711).
- 1724 — Цзі Юнь, китайський письменник, поет та державний діяч часів династії Цін.
- 1773 — Ілля Тимківський, український і російський педагог, письменник і освітній діяч. Брав активну участь у заснуванні Харківського університету. Помер 27.02.1853.
- 1791 — Франц Ксавер Вольфганг Моцарт, піаніст, диригент, композитор і педагог. Молодший син композитора Вольфганга Амадея Моцарта. У 1808—1838 жив і працював у Львові.
- 1856 — Бернард Шоу, ірландський драматург і публіцист, лауреат Нобелівської премії з літератури за 1925.
- 1870 — Осип Курилас, живописець і графік, один з основоположників українського модерного релігійного мистецтва. Помер 25.06.1951.
- 1875 — Карл Густав Юнг, швейцарський психіатр, філософ.
- 1881 — Давид Штеренберг, радянський живописець та художник-графік українського походження.
- 1903 — Марко Геліс, український музичний педагог, заслужений діяч мистецтв УРСР.
- 1913 — Олег Килимник, український критик та літературознавець.
- 1928 — Франческо Коссіґа, італійський політик, прем'єр-міністр Італії (1979—1980), президент країни (1985—1992).
- 1931 — Іван Дзюба, український літературознавець, критик, громадський діяч, дисидент радянських часів, Герой України, академік НАНУ
- 1940 — Тамара Севернюк, українська поетеса-лірик, поет-пісняр, перекладач, публіцист, журналістка.
- 1943 — Володимир Андрущенко, український журналіст, письменник.
- 1943 — Мік Джаггер, рок-музикант (The Rolling Stones), автор 41 хітів за період 1964—1989 рр., володар 5 золотих дисків, лицар Британської імперії.
- 1945 — Володимир Гриньов, український політик, колишній віцеспікер Верховної Ради.
- 1949 — Роджер Тейлор, барабанщик і вокаліст англійського рок-гурту Queen.
- 1953 — Сергій Лазо, український письменник.
- 1958 — Галина Пагутяк, українська письменниця. Лауреат Шевченківської премії з літератури.
- 1965 — Олександр Сирський, український військовик, генерал-полковник, головнокомандувач Збройних сил України (з 2024), Герой України (2022).
- 1969 — Девдюк Тарас, український поет.
- 1967 — Джейсон Стейтем, британський актор.
- 1973 — Кейт Бекінсейл, британська акторка.

## Померли
Дивись також Категорія:Померли 26 липня
- 1612 — Роджер Меннерс, утаємничений англійський поет і драматург зламу XVI—XVII століть, що найбільше схожий на автора, відомого під псевдонімом Шекспір.
- 1630 — Карл Емануїл I, герцог Савойський (*1562).
- 1789 — Якоб II Бернуллі, швейцарський вчений, механік. Онук Йоганна Бернуллі.
- 1808 — Артемій Ведель, український композитор, хоровий диригент, співак, автор 29 церковних концертів. У 1799 році був заарештований російським урядом, оголошений божевільним і утримувався в божевільні Кирилівського монастиря. Народився в 1767 році, за іншими даними в 1770-му, 1772-му.
- 1919 — Едвард Джон Пойнтер, англійський живописець.
- 1925 — Готлоб Фреге, німецький логік, математик і філософ. Поклав початок теорії математичного доведення. Праці Фреге заклали основи логічної семантики.
- 1941 — Анрі Леон Лебег, французький математик.
- 1941 — Макар Русанівський, український вчений, літературознавець, філолог-шевченкознавець, педагог.
- 1963 — Микола Асєєв (р. 1889), поет, автор сценарію фільму «Броненосець „Потьомкін“».
- 1975 — Маргарита Сенгалевич, українська письменниця і журналістка.
- 1984 — Василь Борисенко, білоруський літературознавець, академік АН БРСР.
- 1984 — Джордж Геллап, американський статистик, засновник соціологічної служби
- 1988 — Олександр Авагян, український археолог, спелеолог, музикант і поет (*1944).
- 2000 — Богдан Бойко, український письменник, редактор журналу «Перевал», громадський і культурний діяч.
- 2006 — Анатолій Онишко, український перекладач, поет.
- 2009 — Мерс Каннінгем, американський хореограф, реформатор сучасного танцю